# Carmen Bradford

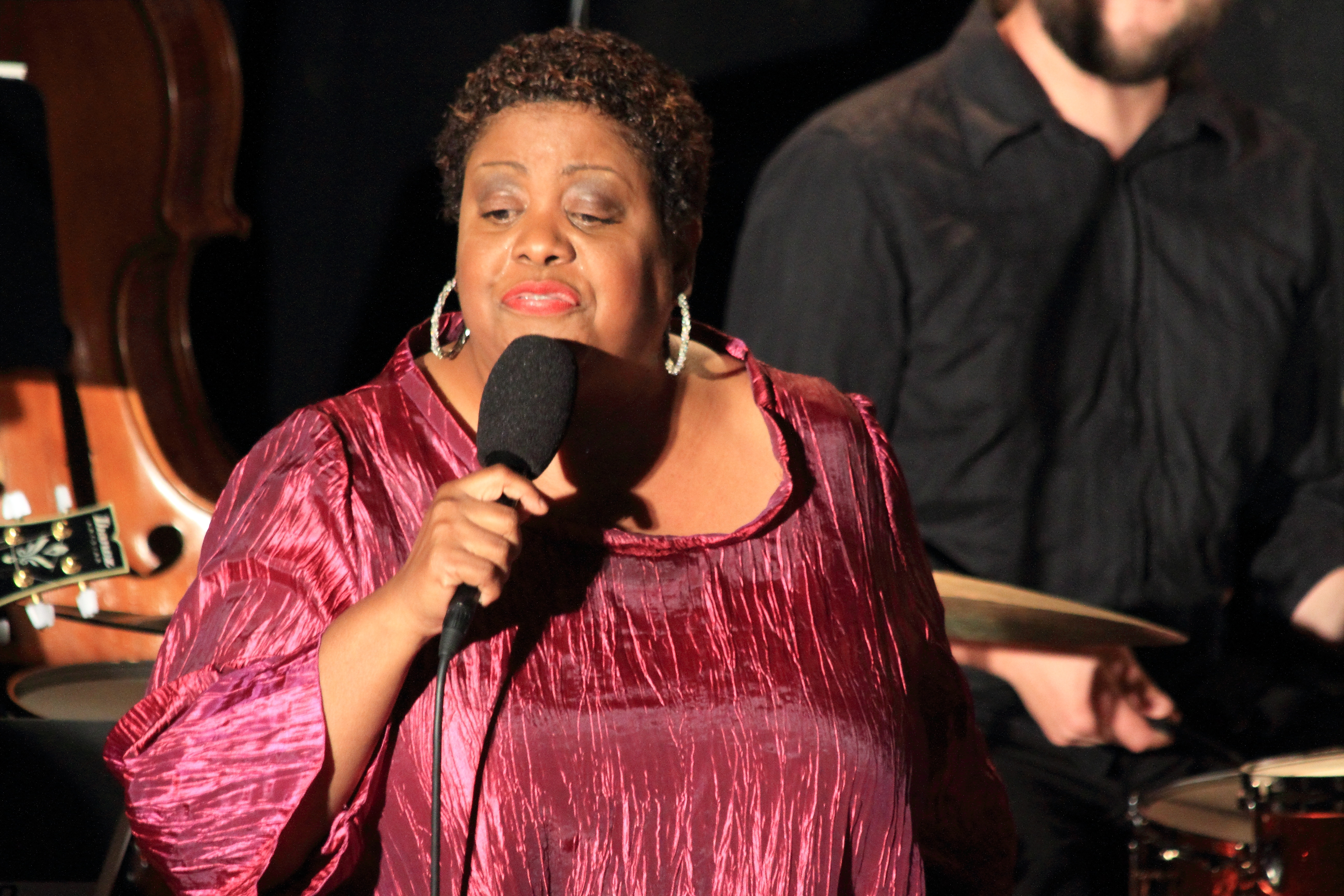
Auf dem INNtöne Jazzfestival 2017

Carmen Bradford (* 19. Juli 1960 in Austin, Texas) ist eine US-amerikanische Jazzsängerin und Hochschullehrerin.

## Leben und Wirken
Carmen Bradford wuchs in Pasadena (Kalifornien) auf; ihr Vater ist der Trompeter Bobby Bradford, ihre Mutter die Sängerin Melba Joyce. Nach einer Ausbildung in klassischer Musik am Huston-Tillotson College begann sie ihre Karriere als Sängerin von TV-Jingles und mit Countrymusik. 1982 erhielt sie die Möglichkeit zu einem Auftritt mit dem Count Basie Orchestra; ein Jahr später holte sie Basie fest in die Band, der sie bis 1990 angehörte. Sie war auf einigen Alben der Basie-Band unter der Leitung von Frank Foster zu hören, so Long Live the Chief (1986) und mit George Benson (Big Boss Band, 1990) mit einem Duett (How Do You Keep the Music Playing).
Nachdem sie das Basie Orchestra verlassen hatte, nahm sie 1992 ein erstes Album für das Label Amazing auf, Finally Yours, Begleitmusiker war u. a. Bill Easley. Sie war an Benny Carters Album The Benny Carter Song Book beteiligt (Grammy). Bradford arbeitete außerdem mit dem Lincoln Center Jazz Orchestra, tourte in Europa mit der David-Murray-Big-Band (2000) und mit der Dani-Felber-Big-Band (2013, 2014 und 2015), trat mit dem Flötisten James Newton mit einem Programm von Ellington- und Strayhorn-Songs auf sowie mit dem Orchester von Doc Severinsen und dem Diva Jazz Orchestra. Auch arbeitete sie mit James Brown, Lou Rawls, Willie Nelson, Lena Horne, Tony Bennett, Joe Williams, Nancy Wilson und Herbie Hancock. Weiterhin war sie in Ellingtons Musiktheaterwerk Queenie Pie zu erleben. Sie hat eine Professur für Jazzgesang an der University of South Carolina.

## Diskographische Hinweise
- Finally Yours (Amazing/Evidence, 1992)
- With Respect (Evidence, 1993)
- Home with You (Azica, 2004)
- Thank you, Fos! (Musiques Suisse, 2012)